# Apache, la vida de Carlos Tévez
Apache, la vida de Carlos Tévez es una serie de televisión web biográfica y dramática argentina original de Netflix. La ficción recorre la historia de vida del legendario jugador de fútbol argentino Carlos Tévez, desde su infancia hasta su debut en el club Boca Juniors. Está protagonizada por Balthazar Murillo, Vanesa González, Alberto Ajaka, Sofía Gala Castiglione, Matías Recalt, Osqui Guzmán y Diego Gallardo. La serie se estrenó el 16 de agosto de 2019.

## Sinopsis
La historia se centra en la vida de Carlos Tévez, recorriendo sus orígenes y niñez en el barrio Fuerte Apache ubicado en la localidad de Ciudadela, donde se inició como jugador en las inferiores de All Boys y luego refleja cómo es fichado para desempeñarse en Boca Juniors.

## Elenco y personajes

### Principales
- Balthazar Murillo como Carlos Tévez
- Vanesa González como Adriana «Chila» Martínez
- Alberto Ajaka como Segundo Tévez
- Sofía Gala Castiglione como Fabiana «Trina» Martínez
- Matías Recalt como Danilo Sánchez
- Osqui Guzmán como Chito Tévez
- Diego Gallardo como Tiví Tévez

### Secundario
- Patricio Contreras como Chacho Tévez
- Roberto Vallejos como Hugo
- Gregorio Barrios como Hernán Pinto
- Julián Larquier Tellarini como Cochi
- Fernando Contigiani como Jorge Pinto
- Román Almaraz como Fernando Cisneros
- Juan Cané como Técnico de Liniers
- Juan Pablo Burgos como Kiru Tévez
- Fiona Pereira como Mariela
- Franco Mazzea como Diego «Chueco» Tévez
- Luca Gentili como Ariel Tévez
- Lautaro Rey como Miguel Tévez

### Participaciones
- Diego Pérez como Ramón Maddoni
- Rubén Noceda como Arévalo
- José Méhrez como Norberto Propato
- Roberto Carnaghi como Gandhi
- Yesica Glikman como Anabella
- Daniel Campomenosi como Castelli
- Luis Israel Caetano como Luis
- Mariela Acosta como Pascuala Pinto
- Sergio Surraco como Miguel
- Boy Olmi como José Pekerman
- Nicolás Gentile como Sebastián Sánchez
- Daniel Loisi como Alfredo Soria
- Tamara Arias como China
- Fabián Arenillas como López

## Episodios
| N.º (serie) | Título                           | Director(es)                                  | Guionista(s)                                              | Emisión original     |
| ----------- | -------------------------------- | --------------------------------------------- | --------------------------------------------------------- | -------------------- |
| 1           | «1984»                           | Israel Adrián Caetano y Nicolás Goldar Parodi | Israel Adrián Caetano, Marcos Osorio Vidal y Diego Alonso | 16 de agosto de 2019 |
| 2           | «Entre el plomo y la desilusión» | Israel Adrián Caetano y Nicolás Goldar Parodi | Israel Adrián Caetano, Marcos Osorio Vidal y Diego Alonso | 16 de agosto de 2019 |
| 3           | «El legado»                      | Israel Adrián Caetano y Nicolás Goldar Parodi | Israel Adrián Caetano, Marcos Osorio Vidal y Diego Alonso | 16 de agosto de 2019 |
| 4           | «Un mundo nuevo, el origen»      | Israel Adrián Caetano y Nicolás Goldar Parodi | Israel Adrián Caetano, Marcos Osorio Vidal y Diego Alonso | 16 de agosto de 2019 |
| 5           | «El valor de la identidad»       | Israel Adrián Caetano y Nicolás Goldar Parodi | Israel Adrián Caetano, Marcos Osorio Vidal y Diego Alonso | 16 de agosto de 2019 |
| 6           | «Dos madres, un acto de amor»    | Israel Adrián Caetano y Nicolás Goldar Parodi | Israel Adrián Caetano, Marcos Osorio Vidal y Diego Alonso | 16 de agosto de 2019 |
| 7           | «Las dos caras de una moneda»    | Israel Adrián Caetano y Nicolás Goldar Parodi | Israel Adrián Caetano, Marcos Osorio Vidal y Diego Alonso | 16 de agosto de 2019 |
| 8           | «El gran día»                    | Israel Adrián Caetano y Nicolás Goldar Parodi | Israel Adrián Caetano, Marcos Osorio Vidal y Diego Alonso | 16 de agosto de 2019 |

## Desarrollo

### Producción
En julio del 2018, se confirmó que la empresa Torneos estaba preparando una serie sobre la vida de Carlos Tévez, la cual contaría con Israel Adrián Caetano como director, luego de su trabajo en Sandro de América (2018). Poco después, el mismo Tévez reveló que la serie llevaría por nombre Apache. En octubre del mismo año, se reveló que la producción sería de 8 episodios, donde se mostrarían los orígenes de Tévez, su familia, su barrio y su llegada al fútbol. En mayo del 2019, se anunció que la serie se vería por Netflix y más tarde, en julio, se comunicó que sería estrenada el 16 de agosto de ese año.

### Rodaje
La fotografía principal de la serie inició en octubre del 2018 en el barrio Fuerte Apache.

### Casting
A principios de octubre del 2018, se confirmó que Balthazar Murillo había sido elegido para protagonizar la serie. Ese mismo mes, se anunció que Sofía Gala Castiglione interpretaría a la madre biológica de Tévez. Luego, en una entrevista, Caetano reveló que Alberto Ajaka, Vanesa González y Patricio Contreras se habían unido al elenco.

## Recepción

### Comentarios de la crítica
La serie recibió críticas positivas por parte de los expertos, quienes elogiaron las actuaciones del elenco principal y el abordaje de la trama. En una reseña para el diario Página/12, Federico Lisica comentó que la serie retrata «una cruda y oficialísima versión de "Carlitos"» y por otro lado elogió la actuación de Murillo diciendo que es «notable su naturalidad», pero criticó que el mayor problema de Apache «pasa por no quebrar su zona de (dis)confort». Lautaro Olivera de Proyector fantasma destacó la interpretación de Murillo comentando que «logra una muy digna actuación», resaltó también a González y Ajaka diciendo que ella es «buena y sobresaliente», mientras que él «es genial» y que ambos «manejan con maestría un lenguaje corporal introvertido representando con gran sensibilidad el espíritu y la procedencia de sus personajes».
Por su parte, Gerardo Martínez de Hacerse la crítica escribió que «la serie construye [...] una visión muy específica respecto a la pobreza y los valores burgueses» y valoró la actuación de Gala, diciendo que su actuación de «una madre loca y ausente funciona a la perfección». Por otro lado, Marcelo Stiletano del diario La Nación calificó a la serie como «muy buena», donde destacó que el trabajo de todos los rubros técnicos eran «magníficos», haciendo mención a la interpretación de Ajaka como «excelente» y que Murillo «luce toda su naturalidad y parece haber entendido a pleno lo que pasaba por la cabeza de Tévez en sus tiempos de adolescente».

### Premios y nominaciones
| Lista de premios y nominaciones | Lista de premios y nominaciones | Lista de premios y nominaciones | Lista de premios y nominaciones | Lista de premios y nominaciones | Lista de premios y nominaciones |
| Año                             | Ceremonia de premiación         | Categoría                       | Nominado/a (s)                  | Resultado                       | Ref(s)                          |
| ------------------------------- | ------------------------------- | ------------------------------- | ------------------------------- | ------------------------------- | ------------------------------- |
| 2020                            | Premios Argentores              | Mejor unitario                  | Apache, la vida de Carlos Tévez | Ganador                         | [ 18 ]                          |
| 2020                            | Premios Produ                   | Mejor apertura                  | Apache, la vida de Carlos Tévez | Nominado                        | [ 19 ] [ 20 ]                   |
| 2020                            | Premios Produ                   | Mejor productor                 | Leonardo De Pinto               | Nominado                        | [ 19 ] [ 20 ]                   |
| 2020                            | Premios Produ                   | Mejor showrunner                | Israel Adrián Caetano           | Nominado                        | [ 19 ] [ 20 ]                   |
| 2020                            | Premios Produ                   | Mejor director de fotografía    | Eduardo Pinto                   | Nominado                        | [ 19 ] [ 20 ]                   |
| 2020                            | Premios Produ                   | Mejor actriz de reparto         | Sofía Gala Castiglione          | Nominada                        | [ 19 ] [ 20 ]                   |
| 2020                            | Premios Produ                   | Mejor actor de reparto          | Alberto Ajaka                   | Ganador                         | [ 19 ] [ 20 ]                   |
| 2020                            | Premios Produ                   | Mejor actor revelación          | Balthazar Murillo               | Nominado                        | [ 19 ] [ 20 ]                   |
| 2021                            | Premios Martín Fierro           | Mejor actor de reparto          | Alberto Ajaka                   | Nominado                        | [ 21 ] [ 22 ]                   |
| 2021                            | Premios Martín Fierro           | Mejor actriz de reparto         | Sofía Gala Castiglione          | Ganadora                        | [ 21 ] [ 22 ]                   |
| 2021                            | Premios Martín Fierro           | Mejor director                  | Israel Adrián Caetano           | Ganador                         | [ 21 ] [ 22 ]                   |